# Liber sextus

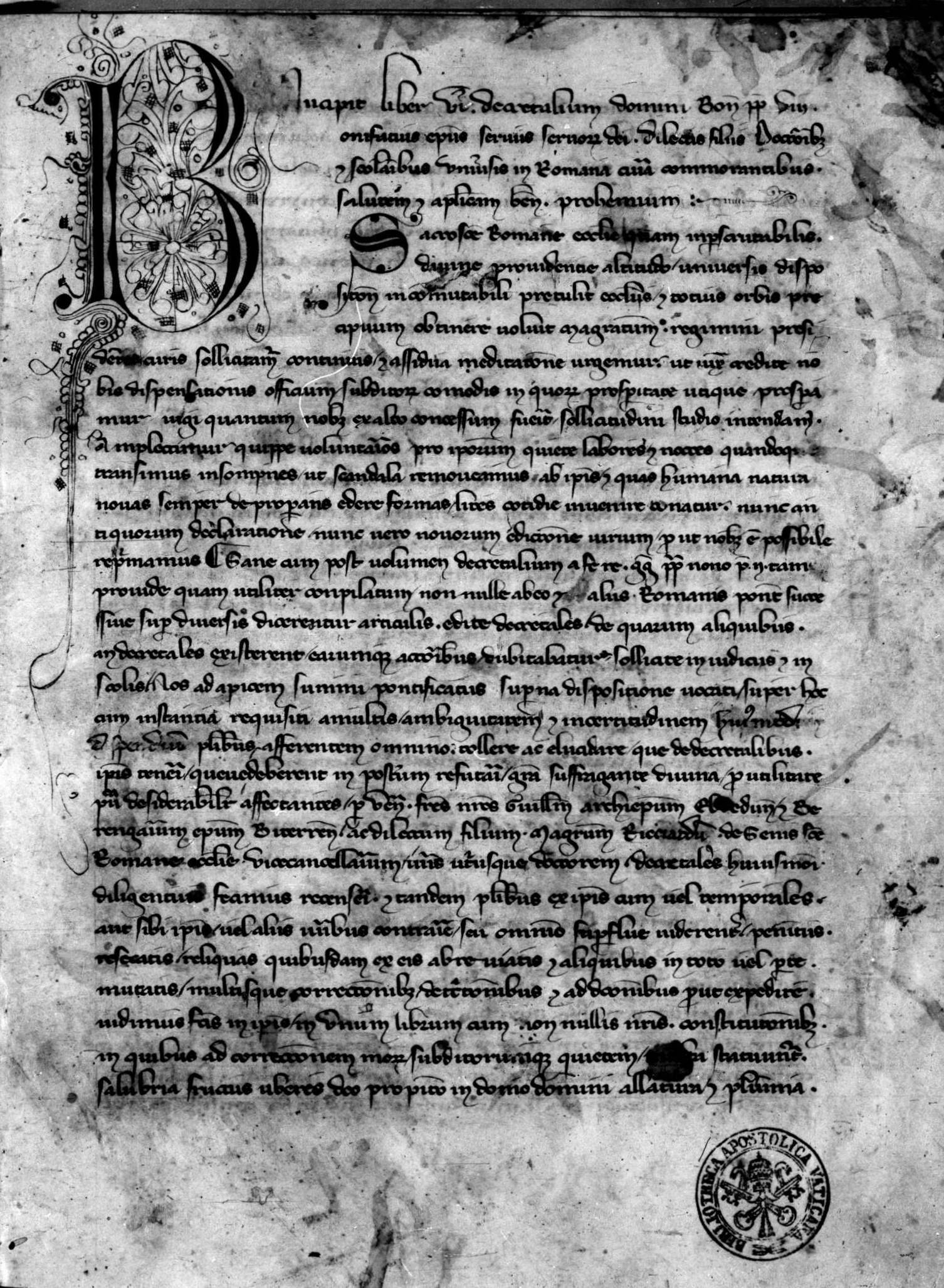
Liber sextus Bonifacii VIII, 1301-1325, rękopis. Città del Vaticano, Biblioteca Apostolica Vaticana, Fondo Borghese, Borgh. 7.

Liber sextus Bonifatii VIII (pol. księga VI Bonifacego VIII) – zbiór prawa kanonicznego promulgowany 3 marca 1298 roku przez Bonifacego VIII bullą Sacrosanctae Romanae Ecclesiae. Został włączony do Corpus Iuris Canonici.
Autorami zbioru byli Wilhelm de Mandagoto, Berengariusz Fredoli oraz Ryszard Petroniusz de Senis. Nazwę zbioru – Liber sextus – nadał sam papież w bulli promulgacyjnej, ponieważ według niego zbiór miał stanowić uzupełnienie czy dodatek do Dekretałów Grzegorza IX składających się z pięciu ksiąg.

## Przyczyny i cel powstania zbioru
Od czasów ogłoszenia Dekretałów Grzegorza IX zostały wydane przez papieży liczne ustawy kościelne, jak również odbyły się dwa sobory powszechne w Lyonie w latach 1245 i 1274 roku. Wraz z pojawieniem się nowych aktów prawnych były tworzone nowe zbiory prawa kanonicznego. Zbiory autentyczne (wydane przez papieży: Innocentego IV, Grzegorza X i Mikołaja II) nie uwzględniały wszystkich norm prawnych wydanych po Dekretałach Grzegorza IX. Braki starały się wypełnić kompilacje prywatne. Wszystko to powodowało trudności w wyjaśnianiu i stosowaniu prawa, które mógł usunąć tylko jednolity zbiór autentyczny i obejmujący całość obowiązującego prawa kanonicznego. Decyzję taką podjął Bonifacy VIII.

## Systematyka
Zbiór składa się z pięciu ksiąg podzielonych na tytuły i capitula. Układ tytułów i ich rubryki był wzorowany na Dekretałach Grzegorza IX. Cały zbiór liczy 185 tytułów i 1971 capitula.

## Zawartość
W zbiorze zostały uwzględnione kanony soborów lyońskich, dekretały papieży od Grzegorza IX do Mikołaja II oraz dekretały Bonifacego VIII, które stanowiły około 2/3 zbioru. Ponadto do zbioru został dołączony dodatek 88 reguł prawnych (Regulae iuris) będących pomocą przy stosowaniu prawa.
Teksty włączone do zbioru zostały zredagowane na nowo. Tylko niektóre z nich zostały przytoczone w sposób dosłowny. Została zmieniona forma, czasami także treść, przede wszystkim pominięto w zasadzie początkowe słowa i inskrypcje tekstów innych niż wydane przez Bonifacego VIII. Dzięki takim zabiegom, przepisy uzyskały charakter bardziej abstrakcyjny i ogólny.

## Znaczenie
Zbiór był autentyczny, powszechny, jeden i wyłączny.